# 帕特里西奥·埃斯科瓦尔
帕特里西奥·埃斯科瓦尔·卡塞雷斯（西班牙語：Patricio Escobar Cáceres，1843年—1912年），巴拉圭戰爭中的軍人，政治家。

## 生平
他于1867年在巴拉圭戰爭時期担任弗朗西斯科·索拉諾·洛佩斯元帅的副官，並得到上校軍銜。後負傷被同盟軍俘虜，被釋放後回到巴拉圭繼續擔任軍職，1874年7月16日被薩爾瓦多·霍韋利亞諾斯總統授予準將軍銜，1876年7月胡安·鮑蒂斯塔·吉爾總統授予他少將軍銜。
1886年11月接替贝纳迪诺·卡瓦列罗成為新任總統，在任期間，为了尽快实现自由选举，1887年，部分自由派人士成立了「民主中心」，同年，贝纳迪诺·卡瓦列罗創立了紅黨，紅黨成為了巴拉圭第一个真正意义上的政党，不久之後，「民主中心」改名為藍黨，从此至1940年，巴拉圭进入了红党与藍黨交替执政的时期。
埃斯科瓦尔執政時期，巴拉圭的文教事業有了很大的進步，1887年，巴拉圭國家圖書館創立，1889年，巴拉圭议会通过法案，授权政府建立国立亚松森大学，不久後即正式開學招生。在政府授權下，比亞里卡、皮拉爾、康塞普西翁、恩卡納西翁等大城市里建立了公立中小學校，極大提高了巴拉圭的教育水平。
在英國公司的主持修建下，巴拉圭的鐵道線路由巴拉瓜里被延伸至了比亞里卡，國內亦開始使用電力系統。
1890年卸任後，埃斯科瓦尔曾兩度當選巴拉圭參議院院長。